# Aristarc (cràter)
El cràter Aristarc és un prominent cràter d'impacte de la Lluna, de 40 km de diàmetre i una fondària de 3,7 km, que es troba en la seva part nord-oest. Les coordenades lunars són latitud 23.7 N i longitud 47,4 E. És considerat com el més brillant de les grans formacions de la superfície lunar amb una albedo aproximadament de valor doble que els de la majoria de la Lluna. És tan brillant que es pot veure a ull i és resplendent amb un gran telescopi. També s'identifica ràpidament quan la majoria de la superfície lunar està il·luminada per la brillantor de la Terra.
El cràter està localitzat a la carena sud-est de l'altiplà d'Aristarc, una zona elevada que conté nombrosos trets vulcànics, com uns sinuosos solcs. Aquesta zona també és notable per un gran nombre de fenòmens lunars transitoris, i també emissions recents de gas radó com els mesurats pel Lunar Prospector.

Localització d'Aristarc (part superior esquerra de la imatge)
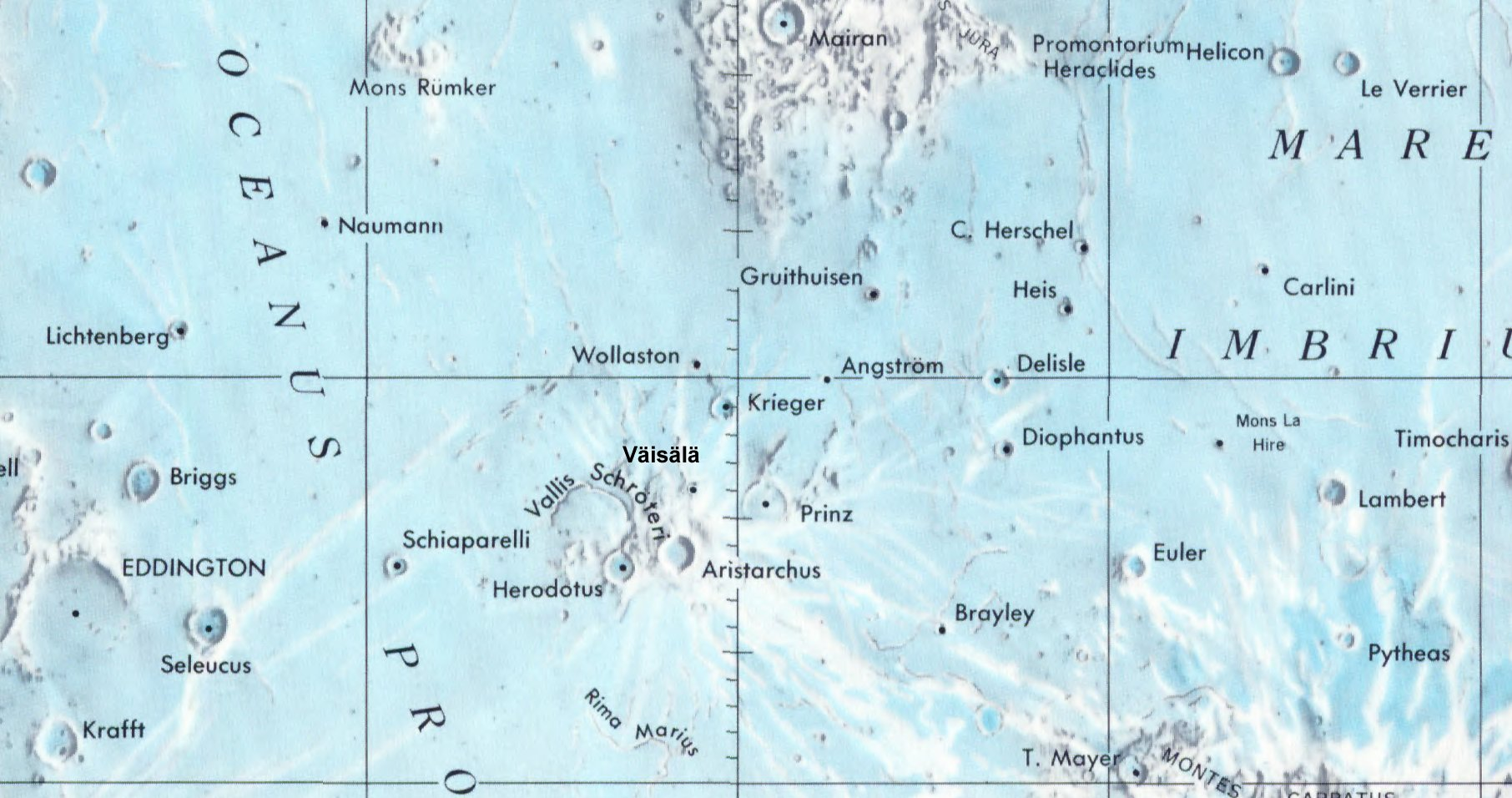
Localització d'Aristarc (centre de la imatge)
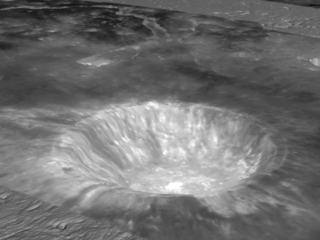
Imatge Clementine d'Aristarc en una simulació topogràfica, foto de la NASA

Aristarc va rebre el nom del famós astrònom grec Aristarc de Samos per part del cartògraf italià Giovanni Riccioli. El seu llibre Almagestum novum ("Nou Almagest"), publicat el 1651, donà nom a les característiques taques vistes al telescopi (més tard anomenades cràters) amb epònims de notables astrònoms i filòsofs. Malgrat que van ser ràpidament adoptats, els noms no van ser oficials fins a la seva votació, el 1935, per la Unió Astronòmica Internacional.